# Poświątne (Mały Płock)
Poświątne – część wsi Mały Płock w Polsce położony w województwie podlaskim, w powiecie kolneńskim, w gminie Mały Płock.

## Historia
W latach 1921–1939 ówczesny folwark leżał w województwie białostockim, w powiecie kolneńskim (od 1932 w powiecie ostrołęckim), w gminie Mały Płock.
Według Powszechnego Spisu Ludności z 1921 roku zamieszkiwały tu 82 osoby, 44 było wyznania rzymskokatolickiego, 8 ewangelickiego, a 30 mojżeszowego. Jednocześnie 74 mieszkańców zadeklarowało polską przynależność narodową, a 8 żydowską. Było tu 12 budynków mieszkalnych. Miejscowość należała do miejscowej parafii rzymskokatolickiej i ewangelickiej w Łomży. Podlegała pod Sąd Grodzki w Kolnie i Okręgowy w Łomży; właściwy urząd pocztowy mieścił się w m. Mały Płock.
Większość miejscowych Żydów w lipcu 1941 Niemcy wymordowali w zbrodni w Mściwujach.